# Modellvasút

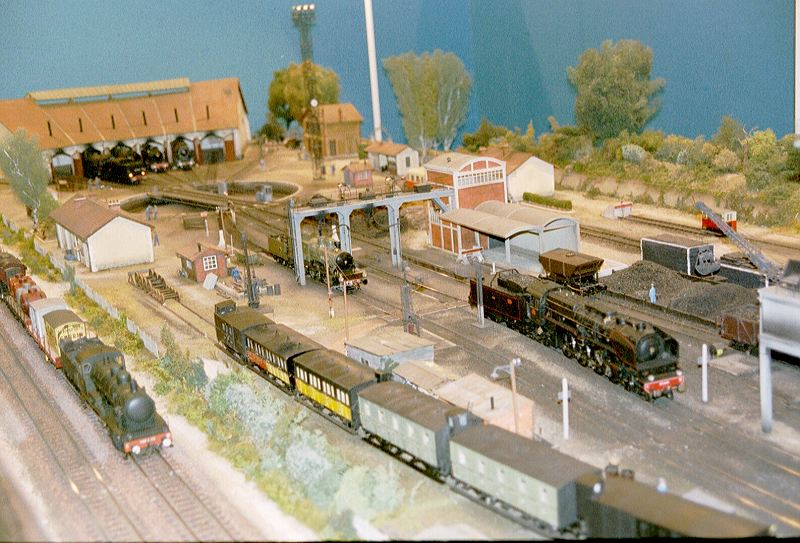
Vasúti-terepasztal

modellvasút: A vasútüzem egészének, vagy egyes részeinek (vasúti járművek, vasúti pálya, üzemi berendezések) megfelelő léptékű modellje.
A modellvasút hobbitevékenységként a vasútmodellezés eszköze, végeredménye.

## A modellvasút és a vasútmodellezés története

### Gyermekjátékból modellvasút
Angliában 1823-ban megkezdi hódító útját a "tüzes gép" azaz a gőzmozdony. Megkezdődik a vasutak építése. 1835-ben az európai kontinens első vasútjai már működnek Belgiumban, Németországban. Ekkor már a gyerekek is vonatot húznak madzagon maguk után.
- 1879-ben volt az első játék-kiállítás, ahol számos cég mutatott be játékvasutat.
- 1891-től a vágányok méretarányait a Märklin cég ajánlására egységesítik a játékgyártó cégek. A nemzetközi irodalom e dátumot tartja a vasútmodell születésnapjának, mivel ekkor kerül piacra az első olyan vasútmodell készlet, ami olyan méretarányos pályán gördül, melyet kompatibilis vágány-elemekkel eleve bővíthetőre terveztek.
- Az első hivatalos méretarány az 1:32 – Spur1-es lépték.
- Ebben az évben jelenik meg az első játékvasúti váltó[1]
- 1932-től kezdenek modellsíneket gyártani, addig különböző méretarányú, robusztus méretű, vasúti sínre csak funkciójában hasonlító pályát használtak.

Az első játékmozdonyok hajtás nélküliek voltak. Később a modellek hajtásaként óraművet vagy spirituszégőt használtak. Utóbbiak a nyílt láng és a forró gőz miatt tűzveszélyesek voltak. A technika fejlődésével rövidesen megjelentek a villanymotor hajtotta játékvasutak is. Ezek eleinte váltó- később, az elektronika fejlődésével, egyenáramú kivitelben készültek.
A korai vasútmodellek nem voltak léptékhelyesek, a méretarányok fokozatosan váltak egyre meghatározóbbá a vasútmodellezésben.
- A tüzeléssel működő játékmozdonyok az 1920-as évek végéig élték fénykorukat. Az utolsó HR 4921 típusú 2c1 tengelyelrendezésű, Heusinger-vezérlésű, 1-es építésű nagyságú spirituszégős gőzmozdony 1937-ben épült.(A közelmúltban a MARKLIN újra gyárt gőzüzemű mozdonyokat, ezek azonban áruk és kidolgozottságuk alapján nem annyira a játék- inkább a modellvasút kategóriájába tartoznak.)
- A feljegyzések szerint már 1850-ben voltak villamos árammal működtetett játékvasutak.
- 1897-ben megkezdődött az un. erősáramú táplálás. Ez életveszélyes volt. Hatóságilag csak hálózatról feszültségátalakító közbeiktatásával, kisfeszültségről engedélyezték üzemeltetését.
- 1897-től MEISTER & MERTIG cég először alkalmazott szigetelt kereket.
- A vontatott járművek (kocsik) fejlődése egyszerűbb volt. A kezdetekben a méretarány nélküli gyártás az 1950-es évekig megmaradt. A vasúti jelzők között az alakjelző egyeduralkodó volt. Méreteik nem voltak valósághűek. A játékvasutakhoz különféle építmények (felvételi épületek, őrházak, hidak, fűtőházak) is épültek.

Az 1950-es évekig a vasútmodellek elsősorban gyermekjátéknak készültek. A modellek külleme leegyszerűsített, stilizált volt.(Eddigiek alól kivételt jelentenek a vasúti tanműhelyek valóban kivételesen pontos, méretarányos, és néha működőképes járműmodelljei, melyek elsősorban oktatási célokat szolgáltak, vagy vizsgadarabok voltak. Pl: a Közlekedési Múzeum 1:5 léptékű mozdonygyűjteménye)

### A mai értelemben vett vasútmodellezés kezdete
A játékvasút valódi, részlethelyes modellvasúttá alakulásának lehetőségei az első világháború után nyíltak meg. A játékgyártók rájöttek, hogy a kisebb lakásokban a kisebb méretű játékok jobban elférnek, illetve ugyanazon a helyen több pályaelemet tudnak elhelyezni. Így jött létre az 1-es méret után a nullás (spur 0 M=1:45), majd 1935-ben – szintén MARKLIN kezdeményezésre – a fél nullás (spur Halb0 vagy ahogyan ma ismerik: H0) méretarány.
Matematikailag a H0 méretaránya M=1:90 lenne, de a korabeli gyártósorokkal kényelmesebb és gazdaságosabb volt az 1:87 léptékkel építeni, így a mai napig ez az érték a H0 méret hivatalos méretaránya. 1935-ben alkották meg az azóta is elterjedtebb egyenáramú táplálási rendszert is.
A modellhűség is sokat javult. Megkezdődött a fényjelzők gyártása.
Összefoglalva az 1940-es évek elejére a játékvasutakat már olyan minőségben és választékban gyártották, hogy velük a nagyvasúti üzem kicsinyített mása már megvalósítható volt.

## Vasútmodellezés
A vasútmodellezés olyan tevékenység, amelyet saját örömünkre, szórakozásként folytatunk (vö:hobbi). Célja a vasúti üzem egészének, vagy valamely részletének a modellezése saját mércénk szerinti tökéletességgel és kompromisszumokkal, vagy modellező szervezetek által összeállított szabványok, ajánlások alapján.

### A vasútmodellezés részterületei
- vasúti üzem modellezése:
  - pálya, üzemi berendezések építése, biztosító berendezések működésének modellezése
  - pályaelemek és jelzők közötti kapcsolat létrehozása,, a vonatbefolyásolás megvalósítása a nagyvasút szabályai alapján.
  - Mindezek együttes megvalósítása a terepasztal építés, illetve a terepasztal vasútüzem szabályai szerinti működtetése.
- vasútüzemi létesítmények modellezése: vasúti épületek, fűtőházak, fordítókorongok, jelzők, hidak, alagutak, egyéb tereptárgyak és figurák készítése, építése.
- járművek modellezése: normál- és keskeny nyomtávolságú mozdonyok, kocsik, városi vasút modellek építése, átépítése, frizirozás(= gyári modellek kiegészítése további élethűséget követő alkatrészekkel)
- virtuális vasút: A fentiek megvalósítása teljes egészében számítógépes felületen, erre alkalmas szoftverek felhasználásával

## Vasútmodellek gyűjtése
A vasútmodellek gyűjtése nem tartozik szorosan a vasútmodellezés témakörébe. Minden vasútmodellező azonban potenciális gyűjtő is, mert előbb vagy utóbb lehetetlen lesz valamennyi modelljét a terepasztalra helyezni, illetve üzemeltetni.
A gyűjtéshez nagyobb anyagi erőforrások kellenek. Az sem kizárt, hogy a szabadidő szűkössége miatt lesz valaki gyűjtő. Ez megalapozhatja a későbbi aktív modellező tevékenységet. A gyűjtő egy idő múlva modelltörténeti ritkaságok után kezd el kutatni. Manapság egy-egy ritkább játékmozdonyért vagy vasúti kocsikért kisebb vagyonokat is kifizetnek azok ritkasága miatt.